# Micro Seiki/Micro-Seiki-Produktliste

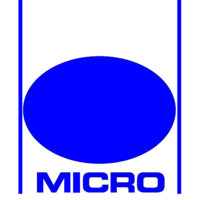
Firmenlogo

Diese Seite enthält eine Auflistung von Produkten des japanischen HiFi-Herstellers Micro Seiki Co., Ltd.

## Plattenspieler und Laufwerke
Aufgeführt sind in Deutschland angebotene Geräte. Modelle, die ausschließlich auf dem japanischen und/oder US-amerikanischen Markt angeboten wurden, wurden nicht erfasst, ebenso wenig Prototypen.

### AP- und SX-Serie
- AP-M1 (1989)
- SX 8000 II (1984)
- SX 8000 (1981)
- SX 5000 II (1984)
- SX 111 FV (1988)
- SX 555 FVW (1986)

### RX-Serie
- RX 5000 (1984)
- RX 3000 (1984)
- RX 1500 FVG (1985)
- RX 1500 VG (1985)
- RX 1500 G (1985)
- RX 1500 D (1988)

### DD-Serie
Die Spieler der DD-Serie waren Geräte mit Direktantrieb (DD = Direct Drive).
- DDX 1500 (1985)
- DDX 1000 (1975)
- DD 55 (1980)
- DD 40 (1976)
- DD 35 (1976)
- DD 33 (1978)
- DD 31 (1979)
- DD 30 (1976)
- DD 26
- DD 25 (1976)

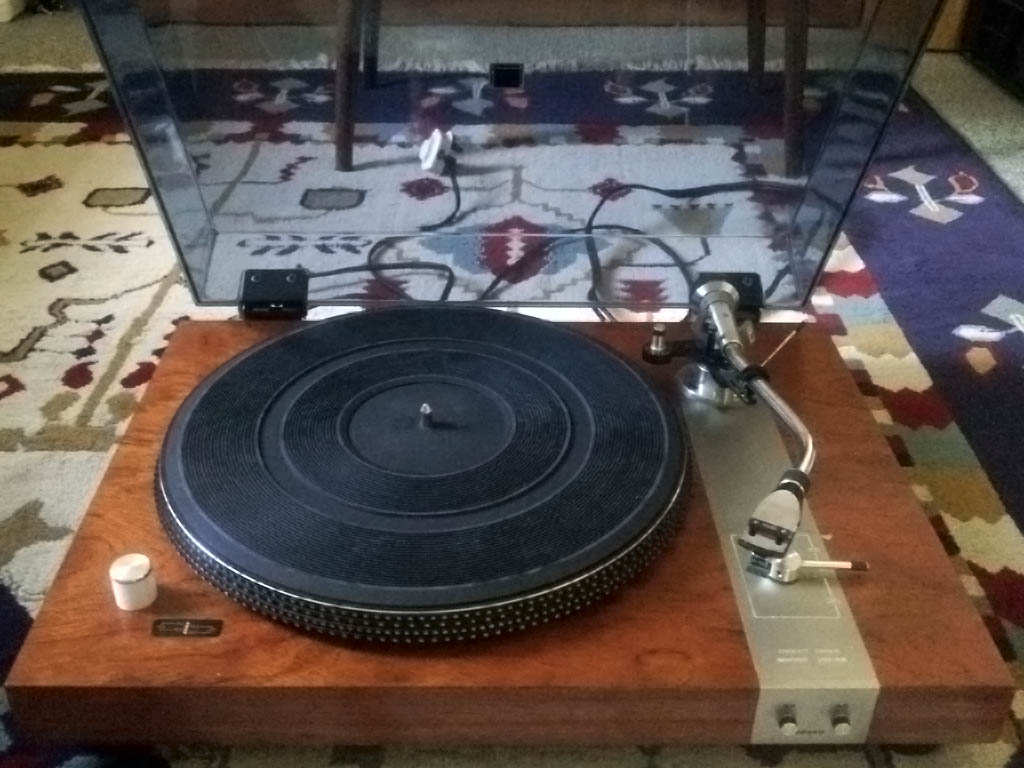
DD-5E

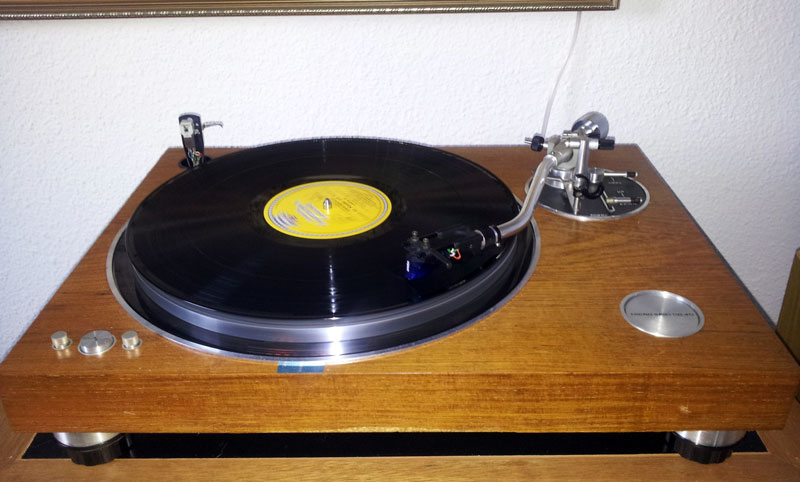
DD-40

- DD 24 S (1979; wie DD 24, jedoch mit geradem Tonarm)
- DD 24 (1979)
- DD 23 (1976)
- DD 22 (1976)
- DD 20 (1975)
- DD 5E (1976)
- DD 1 (1975)

### DQ-Serie
DQ stand für Direct Quarz, also Geräte mit Direktantrieb und Quarzsteuerung
- DQX 1000 (1980)
- DQX 500 (1984)
- DQL 120 (1978)
- DQ 50 (1978)
- DQ 44 (1980)
- DQ 43 (1978; technisch wie DQ 3, jedoch Ausführung als Halbautomat)
- DQ 41 (1980)
- DQ 3 (1978)

### BL-Serie
Geräte mit einem L hinter der Typenbezeichnung waren für die ausschließliche Ausstattung mit einem 12-Zoll-Tonarm vorgesehen.
- BL 999
- BL 111 (1984)
- BL 101 (1984)
- BL 81
- BL 91 (1982)
- BL 77 (1984)
- BL 71 (1981)
- BL 61
- BL 51 (1982)

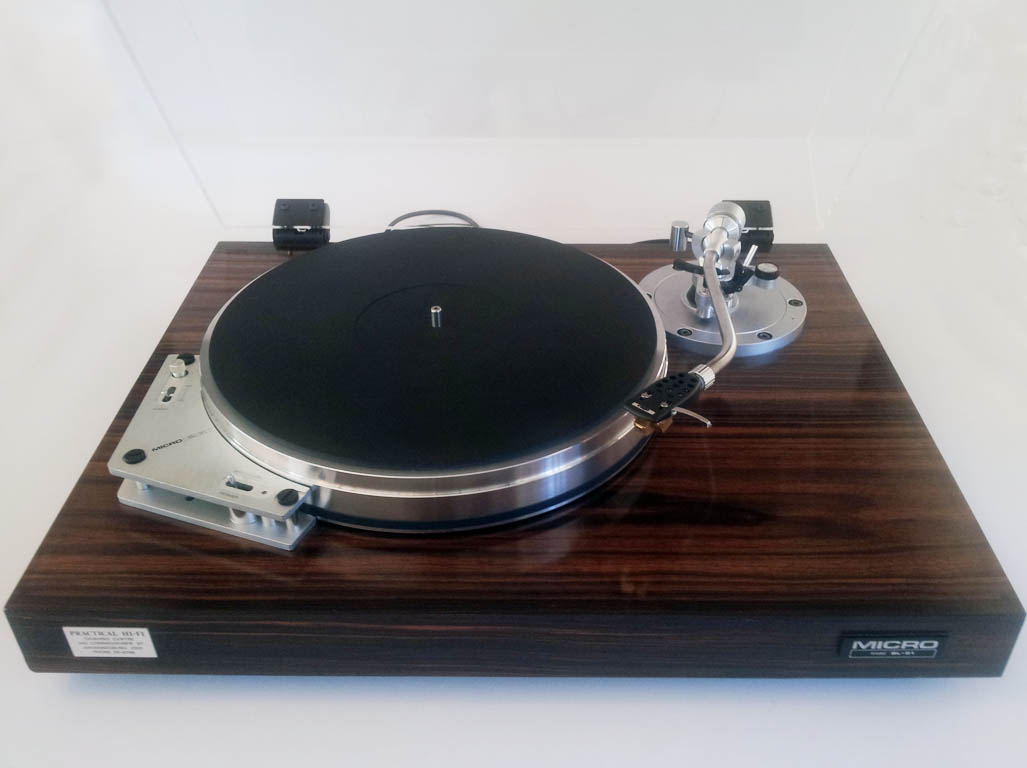
BL-91

- BL 51X (1982; Laufwerk mit Spezialfüßen mit Luft-, Öl-, Federdämpfung)
- BL 21 (1984)
- BL 10X (1984)

### MB-Serie

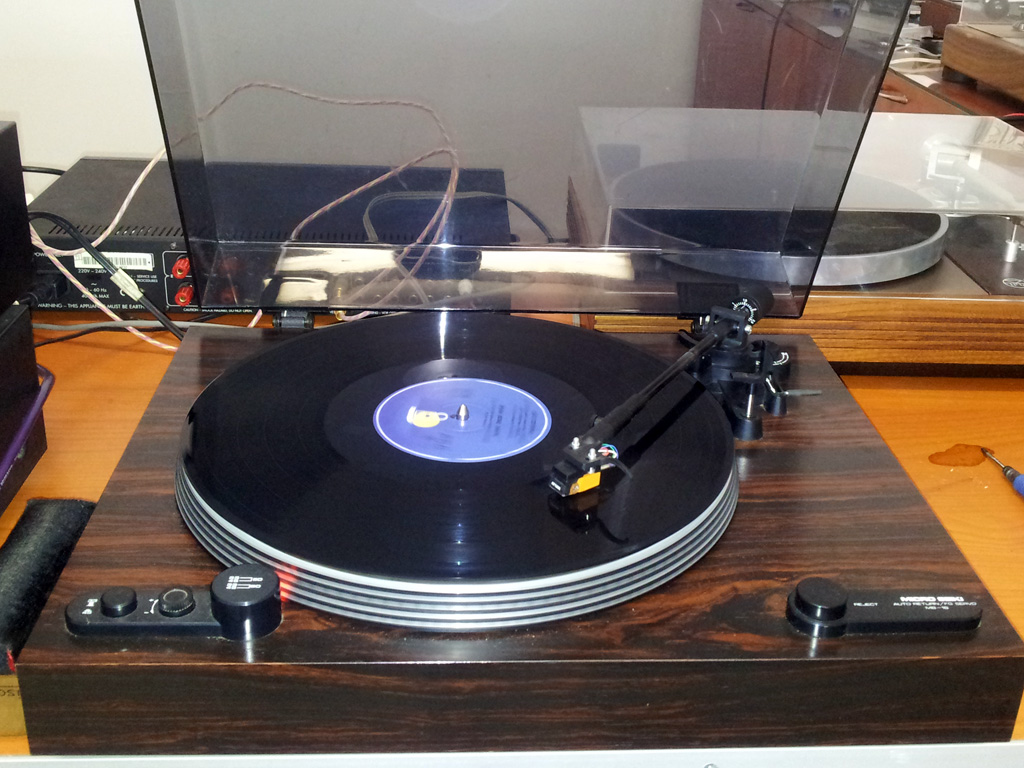
MB-18

- MB 800 S
- MB 600
- MB 18 ST (1984)
- MB 15 (1976)
- MB 14 ST (1978)
- MB 14 (1978)
- MB 12 (1978)
- MB 10 (1976)

### MR-Serie
- MR 711
- MR 622
- MR 611
- MR 422
- MR 411
- MR 322
- MR 311
- MR 222
- MR 211
- MR 122
- MR 111

### Andere
- Solid-5
- Solid-1
- Take 5 (1976)
- AQ-36
- AQ-37 (1976)
- AQ-56

## Tonarme

### Statisch ausbalancierte Tonarme
- MA-77L 10 inch
- MA-88L 12 inch
- MA-77 MKII
- MA-101 MKII
- MA-202
- MA-303
- MA-701
- CF-2
- MA-500

### Dynamisch ausbalancierte Tonarme
Tonarme mit einem “S” in der Typenbezeichnung sind in der Bauweise identisch zu den Geräten ohne “S”, verfügen jedoch über eine Silberverkabelung.
- MA-505 und MA-505S
- MA-505L und MA 505LS
- MA-505X und MA-505XS
- MA-505X II und 505XS II
- MA-505 MKIII
- MA-808X
- MAX 282
- MAX 237
- MA707
- CF-1

## Tonabnehmer
- 2020E
- LC-40
- LM-5
- LM-10
- M-2100
- Plus 1
- VF 3200
- VF 3200E

## Kopfhörer
- Micromonitor MX-1
- MX-2
- MX-5

## CD-Spieler
- CD M-1 (1984)
- CD M2000X (1992)